# Дио Брандо
Дио Брандо (яп. ディオ・ブランドー Дио Бурандо:) — вымышленный персонаж, главный антагонист первой и третьей частей манги JoJo’s Bizarre Adventure. Появляется всего в 5 экранизациях, в которых персонажа озвучивают сэйю Нобуо Танака, Хикару Мидорикава и Такэхито Коясу.  Появляется в качестве главного злодея в большинстве существующих экранизаций и игр, созданных по мотивам JoJo’s Bizarre Adventure, и на обложках/постерах как правило изображается вместе с Дзётаро Кудзё. 

## Создание персонажа
Хирохико Араки при создании манги JoJo’s Bizarre Adventure изначально задумывал создать героя и злодея, первый должен воплощать в себе абсолютное добро, второй — абсолютное зло, так, чтобы два героя были противопоставлены друг другу. Таким образом был создан персонаж Дио Брандо. Араки с самого начала намеревался сделать персонажа «центральным» в истории и поэтому особенно тщательно подошёл к созданию его психологического портрета. Араки вдохновился историями об известных преступниках — серийных убийцах, разыскиваемых ФБР, которые, по мнению мангаки, невероятно сильные и харизматические, способные через психологические манипуляции подчинять себе жертв и собирать вокруг себя много сторонников. Араки признался, что не продумал слабости персонажа, поэтому ему надо было продумать сюжет, где он будет повержен. Само имя Дио — с итальянского переводится как Бог.
Араки назвал персонажа в честь известного рок-музыканта Ронни Джеймса Дио и актёра Марлона Брандо. По изначальной задумке Дио должен был умереть в финальной схватке с Джонатаном Джостаром, однако для возможности продолжения манги, Араки решил не полностью убить Дио, чтобы тот имел возможность вернуться в неопределённом будущем.

## Описание

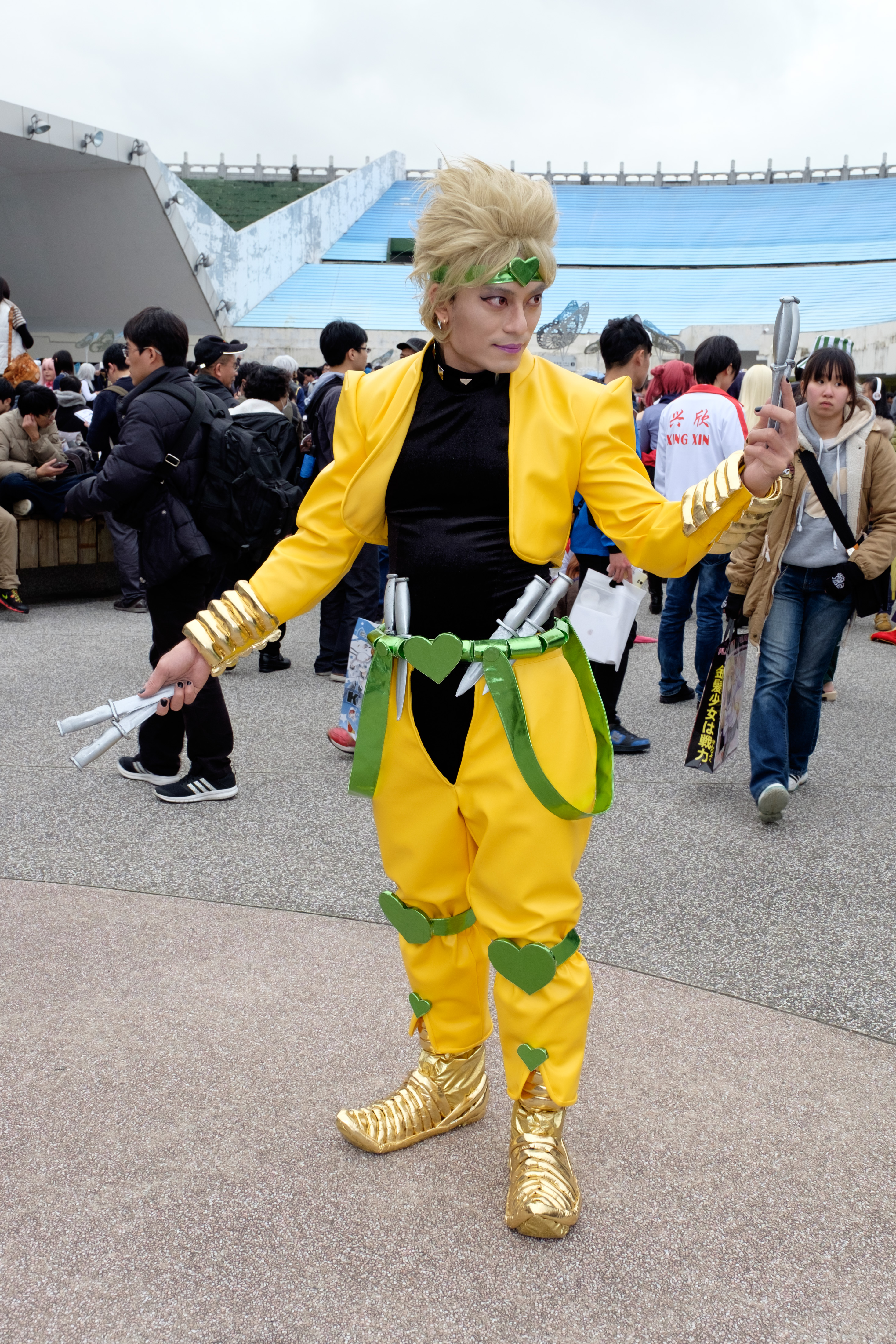
Косплей персонажа

Персонаж представляет собой типичного злодея — он жесток, самоуверен, безжалостен, лишён каких-либо моральных принципов,  ради достижения своих злых намерений готов прибегать с самым разным методам, какими бы они низкими не были. Его характер является следствием небрежного воспитания отца, который пьянствовал и воровал при мальчике, а также всё время издевался и избивал Дио, если тот не повиновался отцу или же без повода. О матери Дио известно только то, что её муж довёл её до смерти. Когда Дио, будучи подростком, попадает в поместье Джостаров, он уже проявляет свои садистские наклонности, когда заживо сжигает собаку Джонатана. Мальчик получает слишком много свободы от главы поместья, что лишь укрепляет его испорченный характер. Сначала Дио, будучи человеком, намеревается заполучить себе всё наследство Джостаров, но впоследствии, после обращения в вампира, его целью, которую он преследует до конца своей жизни, становится завоевание всего мира.
В третьей части манги становится известно, что персонаж обладает невероятной харизмой, позволившей перетянуть на свою сторону практически всех владельцев стендов в Египте, сделав из них покорных и верных слуг. Со своими последователями он ведет себя доброжелательно; может исцелять их недуги и даровал силы, поэтому многие последователи видят в нём пророка или даже бога. Тех же, кто не попадал под его влияние, Дио начинал контролировать с помощью своих клеток, вживлённых в мозг жертвы.
Несмотря на крайне антагонистический характер персонажа, (в частности сюжет манги показывает сцены, где Дио почти без исключений убивает простых людей для подпитки крови или просто так), становится ясно, что Дио вёл бурную сексуальную жизнь, в качестве предпосылки к этому можно привести сцену из Phantom Bloоd, где Дио-подросток насильно целует Эрину Пендлтон, будущую жену Джонатана Джостара. Так, за несколько месяцев между его пробуждением и смертью от руки Дзётаро, от него беременеют 4 разные женщины, одна из которых становится матерью Джорно Джованны, главного героя пятой части манги, другие три — матерями Унгало, Донателло Версуса и Рикиэля, второстепенных антагонистов Stone Ocean.

### Способности
В Phantom Blood, Дио, превратившись в вампира, получает колоссальные силы и способность высасывать кровь из жертвы через свои пальцы. В бою он использует замораживающую технику (気化冷凍法 Кикарэйтоːхоː), позволяющую покрывать льдом конечности противника, делая его атаки бесполезными (что полезно против хамона, который требует равномерного дыхания и движения руками). В третьей части манги Stardust Crusaders, Дио приобретает силу стенда The World,, при этом его вампирские способности сильно ослабли, т.к. новое тело отторгало голову. Однако Дио Брандо научился с помощью вампирских способностей создавать паразитов из собственных клеток тела, эти паразиты использовались им для принудительного подчинения своих подданных. Тип стенда The World это стенд ближнего боя, похож на стенд Дзётаро Кудзё — Star Platinum, однако уступает ему в физических характеристиках. Стенд может наносить многочисленные физические атаки, а также останавливать время на 5, а позднее на 9-11 секунд, что значительно превосходит стенд Дзётаро (2, затем 5 секунд).

## История
Дио родился в 1867~1868 годах в Великобритании, в семье Дарио Брандо, вора-алкоголика. Дарио выдал себя за спасителя новорождённого Джонатана, чтобы его семья приняла Дио, и таким образом планировал заполучить крупное состояние. Хотя Дио сильно ненавидел отца, он последовал этому плану. Когда Дарио умирает, Дио лишь плюёт на его могилу. Так как Дио видит в Джонатане, как законном наследнике, главное препятствие в получении семейного состояния, он издевается над мальчиком всеми возможными способами — от унижения достоинства Эрины Пендлетон, девушки Джонатана, насильно украв у неё первый поцелуй, до сожжения заживо собаки Джонатана по имени Дэнни. Ситуацию усугублял отец Джонатана — Джордж Джостар, который из чувства жалости не замечал проделки Дио. В таких условиях Джонатан и Дио прожили 7 лет. Дио перестал преследовать Джонатана, однако, он стал тайно подсыпать отчиму яд в чай, чтобы тот скончался, и Дио мог заполучить поскорее часть наследства. Этот план срывает Джонатан. В отчаянии Дио пробует на себе таинственную каменную маску, которая висела на стене гостиной и реагировала на кровь. Дио обращается в вампира и начинает убивать всех подряд, в том числе и Джорджа, выжить удаётся лишь Джонатану и Спидвагону, а поместье оказывается сожжённым дотла. Сам Дио сильно ранен и для восстановления сил начинает убивать людей, а также воскрешает давно умерших героев, которых отправляет сражаться против Джонатана.
Во время последней битвы с Джонатаном, опять проигрывает, так как Джонатан вводит в его тело хамон, энергию, которая разрушает вампира, и чтобы спастись, Дио отделяет свою голову от тела. Позже Дио решает заполучить тело Джонатана и отправляется тайно со своим слугой на круизный лайнер, где обращает всех людей в зомби. Джонатан, однако, подрывает лайнер, принеся себя в жертву и уходит вместе с головой Дио под воду.
По сюжету третьей части манги Дио овладевает мёртвым телом Джонатана, однако впадает в спячку, и ровно через 100 лет его вылавливают рыбаки, которых Дио убивает. Он понимает, что находится в 1983 году. После пробуждения Дио обнаруживает в себе новые способности, в частности он может вживлять свои клетки в людей, чтобы контролировать их разум, а также получает новый стенд — The World, способный останавливать время. Также он знакомится с Эньей Гейл, одарившей его силой стенда. Дио стремится создать идеальный мир, состоящий из его слуг, а также воссоединить потомков Джостаров, чтобы усилить их кровь и лучше прижиться в теле Джонатана. Так Дио отправился в Египет и начал отыскивать разных людей со Стендами, принуждая служить себе. Был впоследствии убит Дзётаро в Египте, который сломал его стенд. Из его тела была выкачана вся кровь, после чего тело Дио, уничтожили солнечным ультрафиолетом.
Известно, что у Дио есть внебрачные дети: Джорно Джованна (главный герой 5 части), Унгало Архивная копия от 22 ноября 2021 на Wayback Machine, Донателло Версус Архивная копия от 22 ноября 2021 на Wayback Machine и Рикиель Архивная копия от 22 ноября 2021 на Wayback Machine (6 часть).
В шестой части манги, Stone Ocean, становится известно, что незадолго до событий Stardust Crusaders, Дио выступал в роли наставника для Энрико Пуччи, главного злодея 6 части манги, и, после смерти Дио, Пуччи продолжал преследовать идеи Дио в создании «идеального» мира.

## Популярность и критика
Представитель сайта nihonreview отметил, что злодей Дио Брандо как персонаж получился очень сильной и харизматической личностью в противовес скучному Джонатану и по мере развития сюжета становится всё более привлекательным.
Боевые выкрики Дио стали популярными интернет-мемами в английском интернете. Наиболее известный из них — «Za Warudo!!» (The World/Мир), являющийся стендом самого Дио и WRYYYYY (Ри-и-и-и-и-и (вампирский крик)), где Дио после выкрика Za Warudo!! Применяет способность своего стенда. Впервые данный приём появился в манге, когда Дио сражался с Дзётаро Кудзё, а позже и в OVA сериале, после чего широко использовался в играх, созданных по мотивам манги. Сегодня данный момент является объектом многих шуток, связанных юмором и мемами. Также большой популярностью пользуется выкрик MUDAMUDAMUDAMUDAMUDA!!!, используемый Дио во время сражений. Дио связан с крупным скандалом, устроенным исламистами после того, как они обнаружили, что главный злодей сериала читал стихи из Корана, и обвинили создателей в пропаганде образа мусульман как террористов В результате компании Viz Media и Shueisha были вынуждены прекратить публикацию манги на целый год. После данного заявления в более чем 300-х арабских и исламских форумах появились гневные комментарии, обвиняющие Японию в оскорблении Корана и мусульман

### Критика
Дио получил в основном положительные отзывы от критиков манги и аниме, заметивших, что его неприятная личность и пугающие черты характера не оставляют читателей равнодушными и делают из Дио харизматичного злодея. Ребекка Сильверман заметила, как злодей держит на себе основной сюжет и как яркая личность и внешность Дио вступают в резкий контраст с его скромным происхождением. Хоуп Чепмен назвала Дио одним из величайших вымышленных супер злодеев, созданных когда либо. Чан Хоань из The News Nub Архивная копия от 22 ноября 2021 на Wayback Machine заметил, что ждал экранизацию Stardust Crusaders в 2014 году лишь ради того, чтобы увидеть в сюжете Дио, которого критик считает лучшим персонажем во франшизе Jojo, а также в видео-играх, созданных по мотивам манги.. Похожего мнения придерживается и редакция Comicbook, заметив, что Дио стал одним из самых ярких и демонстративных злодеев в истории манги, чей образ похож на Роя Батти, главного злодея из фильма «Бегущий по лезвию». Даллас Маршалл из сайта считает, что автору манги удалось безупречно заставить читателя возненавидеть Дио сценой убийства собаки Джонатана. Согласно опросу, проведённому сайтом Anime News Network, читатели выбрали Дио Брандо в качестве злодея, с которым они хотели бы подружиться в реальной жизни, похвалив его за «прекрасное самообладание».